# Jean-Baptiste Campenon
Jean-Baptiste Marie Édouard Campenon, född 4 maj 1819, död 15 mars 1891, var en fransk militär och politiker.
Campenon blev överste vid generalstaben 1870 och divisionsgeneral 1880. Han deltog i Krimkriget 1859 och i Tysk-franska kriget, där han blev fången vid Metz. Efter fredsslutet var han tre gånger krigsminister; 1881–82, 1883–85 och 1885–86 och genomförde under den tiden en nyorganisation av fästningsartilleriet.